# Stephen George Haw
Stephen George Haw (Swanland, East Yorkshire; 1951) es un historiador, naturalista, explorador, y botánico británico. Posee un título en idioma chino de la Universidad de Oxford y también ha estudiado en las Universidades de Londres y de Shandong, China.

## Libros
- -----------------------. 2008. A traveller's history of China. 5ª edición ilustrada de Interlink Books, 320 pp. ISBN 1566564867
- -----------------------. 2007a. Marco Polo's China. Editor Routledge. 260 pp. ISBN 1134275420 en línea
- -----------------------. 2007b. Beijing: a concise history. Routledge studies in the modern history of Asia. Edición ilustrada de Taylor & Francis, 212 pp. ISBN 0415399068 en línea
- -----------------------. 2002. China. Traveller's history Of Series. Editor Orion Publ. Group, Ltd. 320 pp. ISBN 1842126857
- -----------------------. 2000. Broad-leaved evergreens: trees, shrubs & climbers. Edición ilustrada de Guild of Master Craftsman Publ. 183 pp. ISBN 1861081723
- -----------------------, anne Toppi. 1996. Matkaopas historiaan: Kiina (Guía de viajes de la historia: China (en finés). Editor Puijo, 308 pp. ISBN 9515790352
- -----------------------, sung-yun Liang. 1986. The lilies of China: the genera Lilium, Cardiocrinum, Nomocharis and Notholirion. Edición ilustrada de Timber Press, 172 pp. ISBN 0881920347